# Lèmur nan de Coquerel
El lèmur nan de Coquerel (Mirza coquereli) és un lèmur de la família dels quirogalèids. Com tots els altres lèmurs, és endèmic de Madagascar. El nom de l'espècie li fou donat en honor de l'entomòleg francès Charles Coquerel. Fins al 1985 se'l classificava dins del gènere Microcebus; després se'l classificà al seu propi gènere, Mirza, del qual fou l'únic ocupant fins que el 2005 es descobrí el lèmur nan septentrional (M. zaza).